# Strażnica KOP „Druskieniki”
Strażnica KOP „Druskieniki” – zasadnicza jednostka organizacyjna Korpusu Ochrony Pogranicza pełniąca służbę ochronną na granicy polsko-litewskiej.

## Formowanie i zmiany organizacyjne
W 1926, w składzie 6 Brygady Ochrony Pogranicza, został sformowany 23 batalion graniczny. W 1928 w skład batalionu wchodziło 19 strażnic. W 1928 i 1929 strażnica „Druskieniki Most” znajdowała się w strukturze 1 kompanii KOP „Druskienniki”. W komunikacie dyslokacyjnym z 1932 strażnica nie występuje.
Występuje strażnica KOP „Druskieniki”, która w latach 1932 – 1939 znajdowała się w strukturze 1 kompanii KOP „Druskienniki. Strażnica liczyła około 18 żołnierzy i rozmieszczona była przy linii granicznej z zadaniem bezpośredniej ochrony granicy państwowej.
W 1932 obsada strażnicy zakwaterowana była w budynku popolicyjnym. Strażnicę z macierzystą kompanią łączył trakt długości 2 km.

## Służba graniczna
Podstawową jednostką taktyczną Korpusu Ochrony Pogranicza przeznaczoną do pełnienia służby ochronnej był batalion graniczny. Odcinek batalionu dzielił się na pododcinki kompanii, a te z kolei na pododcinki strażnic, które były „zasadniczymi jednostkami pełniącymi służbę ochronną”, w sile półplutonu. Służba ochronna pełniona była systemem zmiennym, polegającym na stałym patrolowaniu strefy nadgranicznej, wystawianiu posterunków alarmowych, obserwacyjnych i kontrolnych stałych, patrolowaniu i organizowaniu zasadzek w miejscach rozpoznanych jako niebezpieczne, kontrolowaniu dokumentów i zatrzymywaniu osób podejrzanych, a także utrzymywaniu ścisłej łączności między oddziałami i władzami administracyjnymi. Strażnice KOP stanowiły pierwszy rzut ugrupowania kordonowego Korpusu Ochrony Pogranicza.
Strażnica KOP „Druskieniki” w 1932 i 1938 ochraniała pododcinek granicy państwowej szerokości 7 kilometrów 500 metrów od słupa granicznego nr 336 do 350.
Sąsiednie strażnice:
- strażnica KOP „Cegielnia” ⇔ strażnica KOP „Wiciuny” – 1932[5], 1934[6], 1938[7]